# BMW IIIa
Il BMW IIIa era un motore aeronautico raffreddato a liquido a sei cilindri in linea progettato da Max Friz prodotto dalla BMW GmbH verso la fine della prima guerra mondiale. Il IIIa è stato il primo motore prodotto con il marchio BMW.

## Storia e sviluppo
Il 20 marzo del 1917 la Rapp Motorenwerke, in seguito trasformatasi nella BMW GmbH, depositò la documentazione del progetto di un nuovo motore. Il progetto si doveva a Max Friz e si ispirava al precedente Rapp III restato allo stadio di prototipo. La configurazione era a sei cilindri in linea in quanto garantiva un buon bilanciamento e una riduzione delle vibrazioni. Il rapporto di compressione ipotizzato era di 6,4:1.
Dopo la trasformazione della ragione sociale il motore venne designato BMW III. Pur essendo il primo motore della nuova società venne indicato come III per rispettare il nuovo sistema di classificazione dei propulsori emanato dalle autorità. Il nuovo sistema divideva le unità in base alla loro potenza utilizzando i numeri romani per le designazioni. Così un motore che forniva tra i 102 e i 106 CV (100-105 hp - 74,5 - 78 kW) veniva designato con I. Il motore BMW sviluppava 185 hp (138 kW) per cui entrò in fascia designata con il numero III.
Il vero punto di forza di questa unità però non era tanto nella sua potenza, ma nella possibilità di mantenerla in quota, grazie al fatto di essere sovracompresso. Per evitare il fenomeno della detonazione a bassa quota, una farfalla aggiuntiva limitava la portata di aria, mentre si apriva ad alta quota. Con questo sistema il motore poteva sviluppare la sua piena potenza anche a queste quote, grazie anche ad un innovativo sistema che permetteva di regolare il flusso del carburante in base all'altitudine del velivolo. Per alimentare il motore si utilizzava una benzina ad alto numero di ottani miscelata con una piccola quantità di benzolo. Grazie a questa caratteristica il nuovo propulsore garantiva un vantaggio notevole rispetto ad altre unità dell'epoca.
Il motore dotato di questo nuovo sistema venne designato D.IIIa. Era in grado di sviluppare una potenza di 202,8 CV (200 hp - 149 kW) a 2.000 m (6.561 ft) di quota. Il progetto fu completato nel maggio del 1917 e la prima unità iniziò le prove il 17 settembre dello stesso anno. Venne portato in volo per la prima volta a dicembre e, dopo l'esito positivo dei test, la produzione iniziò nel 1918.
Il BMW IIIa venne montato su diversi esemplari dei caccia Fokker D.VII e sugli Junkers A 20 e F 13. Con l'adozione di questo motore il caccia della Fokker riusciva a surclassare le prestazioni di ogni caccia alleato dell'epoca. La reputazione del D.IIIa non fece che crescere nel tempo. Molto fu anche dovuto ai successi ottenuti dai velivoli in dotazione allo Jasta 11, il reparto caccia creato da Manfred von Richthofen e all'epoca comandato da Ernst Udet. Quest'ultimo giudicò il motore eccezionale rilevando, come suo unico difetto, quello di essere stato realizzato troppo tardi.
Furono circa 700 i BMW IIIa prodotti dalla Casa nei suoi stabilimenti di Monaco di Baviera. La domanda si dimostrò superiore alle capacità produttive degli impianti della ditta e si rese necessario spostare una parte della produzione presso gli stabilimenti della Opel a Rüsselsheim.

## Primati
Dopo la fine del conflitto il motore conquistò un record di altezza per i velivoli passeggeri. Il 19 settembre 1919 uno Junkers F 13 pilotato da Frank Zeno Diemmer e con otto passeggeri a bordo raggiunse la quota di 6 750 m.

## Velivoli utilizzatori
Cecoslovacchia
- Aero A.18
- Aero A.26
- Aero Ae 04

 Germania
- Fokker C.I
- Fokker D.VII

 Germania
- Junkers A 20
- Junkers F 13
- Junkers G 23

 Lituania
- Dobi-I
- Dobi-II
- Dobi-III